# ميخائيل بال
ميخائيل بال (بالإنجليزية: Michael Ball)‏ هو مغني ومقدم تلفزيوني وممثل بريطاني، ولد في 27 يونيو 1962 في المملكة المتحدة. من الجوائز التي نالها جائزة لورنس أوليفيه.

## جوائز
- جائزة لورنس أوليفيه

## وصلات خارجية
- ميخائيل بال على موقع IMDb (الإنجليزية)
- ميخائيل بال على موقع ميوزك برينز (الإنجليزية)
- ميخائيل بال على موقع قاعدة بيانات برودواي على الإنترنت (الإنجليزية)
- ميخائيل بال على موقع أول ميوزيك (الإنجليزية)
- ميخائيل بال على موقع ديسكوغز (الإنجليزية)
- ميخائيل بال على موقع قاعدة بيانات الفيلم (الإنجليزية)